# Mirato
Mirato S.p.A. è un'azienda italiana che opera nel settore chimico, producendo prodotti per l'igiene personale e la cura del corpo.
I suoi marchi sono: Intesa, Malizia, Clinians, Geomar, Breeze, Splend'Or, Mil Mil, Nidra, Glicemille e Benefit.

## Storia
Fondata nel 1960, raggiunge una grande popolarità negli anni ottanta grazie al lancio dei marchi di successo Intesa e Malizia. Successivamente rafforza e rilancia la sua presenza sul mercato attraverso l'acquisizione dei marchi Clinians, Breeze, Geomar, Benefit, Nidra e Glicemille

## Marchi
- Intesa
- Malizia
- Clinians
- Geomar
- Breeze
- Splend'Or
- Mil Mil
- Gomgel
- Benefit
- Nidra
- Glicemille
- I Provenzali

## Consiglio d'Amministrazione
- Presidente: Corrado Ravanelli
- Vicepresidente: Fabio Ravanelli
- Consigliere: Susanna Ravanelli
- Consigliere: Roberto Petrosino
- Consigliere: Renzo Ramoni
- Consigliere: Massimo Melone

Dati aggiornati al 24 gennaio 2008 secondo comunicazioni Consob

## Principali partecipazioni
- Mil Mil 76 S.p.A. – Landiona - 100%
- Mirato Hungaria K.f.t. - Budapest - 50%

## Azionariato
- Fabio Ravanelli - 19,498%, di cui:
  - direttamente - 16,533%
  - tramite Moltiplica S.r.l. - 2,965%
- Susanna Ravanelli - 16,759%
- Corrado Ravanelli - 11,890%
- Giovanna Flamà - 5,520%
- Ellerston Capital LTD - 4,651%
- Henderson Global Investors LTD - 4,360%
- Laxey Partners LTD - 2,631%
- Eurizon Investimenti SGR S.p.A. - 2,071%

Dati aggiornati al 24 gennaio 2008 secondo comunicazioni Consob.

## Fonti
- Company Profile su Borsaitaliana.it7 (PDF), su borsaitaliana.it. URL consultato il 12 giugno 2019 (archiviato dall'url originale il 6 marzo 2016).
- Bilancio Mirato S.p.A. al 31-12-2006 (PDF) [collegamento interrotto], su mirato.it.
- www.consob.it, su consob.it.

## Dati societari
- Ragione sociale: Mirato S.p.A.
- Sede legale: Strada provinciale Est Sesia - Landiona (No)
- Iscrizione al registro delle imprese n. 01863770028 C.C.I.A.A. Novara
- Partita IVA: 01634340036
- Ricavi al 31-12-2010 periodo (15.07.2009 - 31.12.2010): 154741962 €
- Utile netto al 31.12.2010 periodo (15-07-2009 — 31-12-2010): 7.320.737 €